# Axel Johan Lewenhaupt (1683–1709)
För andra med samman namn, se Axel Johan Lewenhaupt.
Axel Johan Lewenhaupt, född 1 maj 1683 (g.s.) i Stockholm, död 7 januari 1709 (g.s.) i Veprik, var en svensk greve och militär.

## Biografi
Lewenhaupt föddes i Stockholm som son till greve Gustaf Mauritz Lewenhaupt och dennes hustru friherrinnan Görvel Sparre. Han blev student vid Strasbourgs universitet i februari 1700, men redan den 7 oktober 1700 blev han löjtnant vid Bremiska infanteriregementet för att den 28 augusti 1703 befordras till kaptenlöjtnant och slutligen kapten den 20 februari 1705. Den 4 maj 1705 erhöll han tillstånd att bege sig till Konungens armé. Karl XII befann sig vid denna tid på fälttåg i Polen. Den 28 juli 1705 blev Lewenhaupt kapten vid Stenbocks dragonregemente. Regementet utmärkte sig särskilt under Slaget vid Kletsk varvid Lewenhaupt troligen deltog.
Lewenhaupt dog den 7 januari 1709 under stormningen av Vepryk. Lewenhaupt var ogift och hade inga barn.

### Fotnoter
1. 1 2 3 4 5 6  Lewenhaupt nr 2, Adelsvapen-Wiki, läs online.[källa från Wikidata]